# 杜承美
杜承美，河南睢州人。清朝政治人物、進士出身。

## 生平
順治三年，登進士。授完縣知縣。